# Stampida
La Stampida est un parcours de montagnes russes racing en bois, construit par la société Custom Coasters International. Il se situe dans la zone Far West de PortAventura Park, en Catalogne, en Espagne.

## Description

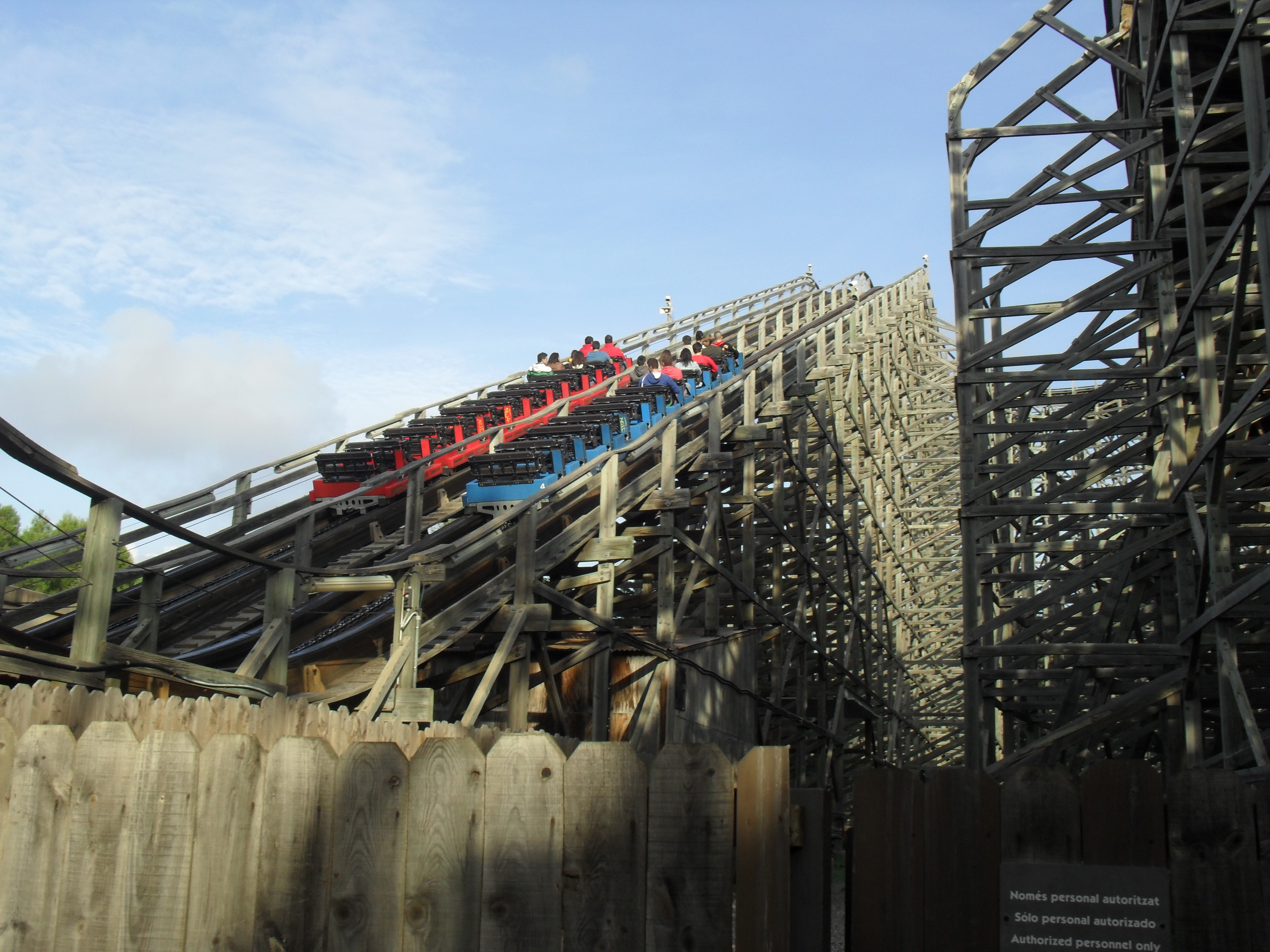
Les deux trains sur le lift hill.

Le principe est une course entre deux trains roulant en parallèle. Au départ des files d'attente, le visiteur doit choisir sa file correspondante au train qu'il désire : rouge ou bleu qui correspond à un buffle dans une course de buffles. Ce choix est donc un pari pour savoir quel train va compléter la boucle le plus rapidement. Cette technologie lui permet d'avoir un débit de 1 800 personnes par heure (900 pour chaque train). Les deux trains rouges et bleus se croisent aussi avec le train jaune du Tomahawk.
Il n'existe que deux montagnes russes en bois à double voie en Europe. Le seul autre modèle ayant ces caractéristiques est Joris en de Draak à Efteling, aux Pays-Bas. 